# Lastingham
Lastingham – wieś w Anglii, w hrabstwie North Yorkshire, w dystrykcie (unitary authority) North Yorkshire. Leży na terenie parku narodowego North York Moors, 41 km na północ od miasta York i 315 km na północ od Londynu. Miejscowość liczy 96 mieszkańców.